# 그래, 그런거야
《그래, 그런거야》는 2016년 2월 13일부터 2016년 8월 21일까지 방송되었던 SBS 주말 드라마였다.

## 프로그램 소개
3대가 한 집에 사는 대가족의 희로애락을 통하여 가족의 의미를 다시 돌아보게 만드는 가족 드라마로 현대 사회에서 대가족의 일원으로 살아가는 의미와 서로 사랑하고 위로하며 갈등을 극복하는 가족의 소중함을 일깨워주는 홈 드라마

## 등장 인물

### 주요 인물
- 이순재 : 유종철 역 - 재단사 출신, 젊은 여자 밝힘증이 있음
- 강부자 : 김숙자 역 - 유종철 아내, 신문 보기가 취미며 거동이 불편함
- 양희경 : 김숙경 역 - 김숙자 이복동생, 욕심 많은 성격, 입방정이 심함
- 노주현 : 유민호 역 - 유종철 장남, 은행 퇴사 후 아웃도어 매장 운영, 아들이 비행기 사고로 사망하고 아내도 한 달 후 사망
- 서지혜 : 이지선 역 - 유민호 며느리, 이태희 딸, 입시학원 영어 강사 및 번역가, 결혼 두 달 만에 비행기 사고로 남편이 사망
- 송승환 : 유경호 역 - 유종철 차남, 고졸, 일식집 江村(강촌) 운영
- 정재순 : 하명란 역 - 유경호 아내, 대학교 졸업, 경호보다 3살 연상
- 신소율 : 유소희 역 - 유경호 외딸, 종합병원 간호사
- 홍요섭 : 유재호 역 - 유종철 삼남, 유내과 원장
- 김해숙 : 한혜경 역 - 유종철 셋째 며느리, 간호사 출신, 유재호 아내
- 윤소이 : 유세희 역 - 유재호 장녀, 패션 잡지 에디터를 거쳐 출판사 일을 하다 사표를 쓴 상태
- 조한선 : 유세현 역 - 유재호 장남, 종합병원 간담췌 외과의사
- 정해인 : 유세준 역 - 유재호 차남, 사학과 출신, 아르바이트생
- 임예진 : 이태희 역 - 이지선·이나영 어머니, 디저트 카페 운영, 나이 값 못 하는 모습, 애교 많은 성격, 조울증으로 의심됨
- 남규리 : 이나영 역 - 이태희 딸, 이지선 동생, 예명 오나영, 엄마의 조기 교육으로 배우 지망생이 됨
- 김정난 : 강수미 역 - 유경호 일식집 종업원, 강 실장, 48살 이혼녀로 슬하에 대학생 아들이 있음
- 왕지혜 : 홍유리 역 - 유세현 아내, 부잣집 외동딸
- 김영훈 : 나현우 역 - 유세희 남편, 영화 감독, 바쁜 일로 일해 처가에 얼굴 비추는 일이 적음

### 그 외 인물
- 최수한 : 나재현 역 - 나현우 아들 - 토끼띠 18세 고등학교 2학년
  - 이지환 : 초등학교 2학년 9세 어린 시절의 나재현 역
- 백승현 : 권동철 역 - 유경호 일식집 셰프
- 이도영 : 표찬우 역 - 유소희 연인
- 오상진 : 성지일 역 - 이지선 연인
- 원종례 : 조현정 역 - 홍유리 엄마
- 길해연 : 소향 역 - 시조 시인
- 노종민 : 바리스타 역
- 성인자 : 유내과 환자 역
- 손영순 : 외과의사 환자 역
- 정영금 : 정미 엄마 역
- 정수인 : 간호사 역
- 이승윤 : 이승철 역
- 최대훈 : 펀드매니저 역
- 최찬숙 : 손정애 역
- 김정학 : 드라마 연출가 역
- 김추월
- 안치용
- 양승걸
- 박팔영
- 백민
- 남상백
- 이진목
- 한태일
- 최영인
- 서광재
- 전병덕
- 유옥주
- 장문규
- 최윤준
- 박성균
- 홍석연
- 김수안
- 차성훈
- 권반석
- 박종보
- 유금
- 민우기
- 박대규
- 정규수
- 강도혁
- 이채윤
- 정욱
- 허정범
- 윤혜성
- 정수인
- 김민규 : 영훈 역 - 강수미 아들
- 손덕기
- 조병규 : 해솔병원 환자 역

### 특별 출연
- 진태현 : 유승균 역 - 유민호 아들, 이지선 남편
- 견미리 : 배우 역 - 오나영 선배
- 전노민 : 배우 역 - 오나영 선배
- 김선영 : 드라마 작가 오현주 역 (10회)
- 오미희 : 찬우 모 역

## 시청률
최저 시청률과 최고 시청률은 시청률 조사회사와 지역별로 시청률에 차이가 있을 수 있습니다.
| 2016년     | 2016년     | 2016년      | 2016년      | 2016년     | 2016년     |
| 회차       | 방송일     | TNmS 시청률 | TNmS 시청률 | AGB 시청률 | AGB 시청률 |
| 회차       | 방송일     | 한국(전국)  | 수도권      | 한국(전국) | 수도권     |
| ---------- | ---------- | ----------- | ----------- | ---------- | ---------- |
| 1회        | 2월 13일   | 3.6%        | 4.6%        | 4.0%       | 5.0%       |
| 2회        | 2월 14일   | 4.3%        | 4.5%        | 5.8%       | 6.0%       |
| 3회        | 2월 20일   | 4.4%        | 4.8%        | 5.4%       | 5.8%       |
| 4회        | 2월 21일   | 5.6%        | 7.4%        | 6.5%       | 7.8%       |
| 5회        | 2월 27일   | 6.1%        | 8.1%        | 6.7%       | 7.5%       |
| 6회        | 2월 28일   | 8.1%        | 10.5%       | 9.3%       | 11.0%      |
| 7회        | 3월 5일    | 6.6%        | 8.6%        | 7.7%       | 9.0%       |
| 8회        | 3월 6일    | 8.0%        | 10.1%       | 9.3%       | 10.8%      |
| 9회        | 3월 12일   | 5.8%        | 7.2%        | 7.5%       | 9.0%       |
| 10회       | 3월 13일   | 8.2%        | 10.3%       | 9.8%       | 11.7%      |
| 11회       | 3월 19일   | 6.8%        | 8.8%        | 8.4%       | 10.0%      |
| 12회       | 3월 20일   | 8.3%        | 10.9%       | 9.8%       | 11.6%      |
| 13회       | 3월 26일   | 6.8%        | 8.5%        | 8.1%       | 9.3%       |
| 14회       | 3월 27일   | 8.9%        | 11.2%       | 10.1%      | 12.1%      |
| 15회       | 4월 2일    | 6.9%        | 8.5%        | 8.6%       | 10.2%      |
| 16회       | 4월 3일    | 7.7%        | 9.7%        | 10.0%      | 11.6%      |
| 17회       | 4월 9일    | 7.4%        | 8.9%        | 8.5%       | 9.3%       |
| 18회       | 4월 10일   | 8.5%        | 11.3%       | 10.7%      | 12.6%      |
| 19회       | 4월 16일   | 7.5%        | 9.9%        | 9.4%       | 11.1%      |
| 20회       | 4월 17일   | 8.2%        | 11.3%       | 10.2%      | 11.8%      |
| 21회       | 4월 23일   | 8.0%        | 10.0%       | 9.1%       | 10.4%      |
| 22회       | 4월 24일   | 8.6%        | 11.1%       | 9.6%       | 10.5%      |
| 23회       | 4월 30일   | 8.0%        | 10.3%       | 8.8%       | 10.2%      |
| 24회       | 5월 1일    | 8.7%        | 10.9%       | 10.3%      | 12.0%      |
| 25회       | 5월 7일    | 6.3%        | 8.4%        | 6.9%       | 8.0%       |
| 26회       | 5월 8일    | 7.7%        | 9.5%        | 8.4%       | 9.2%       |
| 27회       | 5월 14일   | 6.8%        | 8.7%        | 8.0%       | 9.5%       |
| 28회       | 5월 15일   | 7.9%        | 10.3%       | 9.8%       | 11.2%      |
| 29회       | 5월 21일   | 6.9%        | 8.6%        | 7.5%       | 8.8%       |
| 30회       | 5월 22일   | 7.9%        | 9.8%        | 9.2%       | 10.7%      |
| 31회       | 5월 28일   | 6.5%        | 8.8%        | 7.8%       | 9.4%       |
| 32회       | 5월 29일   | 10.4%       | 8.4%        | 10.1%      | 11.2%      |
| 33회       | 6월 4일    | 6.4%        | 8.1%        | 7.8%       | 9.0%       |
| 34회       | 6월 5일    | 7.5%        | 9.4%        | 9.4%       | 10.7%      |
| 35회       | 6월 11일   | 6.6%        | 8.6%        | 9.0%       | 10.6%      |
| 36회       | 6월 12일   | 7.7%        | 9.8%        | 10.3%      | 11.5%      |
| 37회       | 6월 18일   | 5.7%        | 6.8%        | 8.1%       | 9.4%       |
| 38회       | 6월 19일   | 7.1%        | 8.9%        | 9.8%       | 11.5%      |
| 39회       | 6월 25일   | 6.0%        | 7.8%        | 7.3%       | 8.6%       |
| 40회       | 6월 26일   | 7.1%        | 9.8%        | 9.9%       | 11.7%      |
| 41회       | 7월 2일    | 6.3%        | 8.0%        | 7.9%       | 9.8%       |
| 42회       | 7월 3일    | 7.4%        | 9.8%        | 8.5%       | 9.9%       |
| 43회       | 7월 9일    | 5.6%        | 7.0%        | 7.6%       | 9.2%       |
| 44회       | 7월 10일   | 7.1%        | 9.2%        | 8.8%       | 10.1%      |
| 45회       | 7월 16일   | 6.5%        | 7.3%        | 9.6%       | 11.4%      |
| 46회       | 7월 17일   | 7.3%        | 9.1%        | 10.2%      | 11.5%      |
| 47회       | 7월 23일   | 7.2%        | 9.6%        | 9.4%       | 11.3%      |
| 48회       | 7월 23일   | 9.9%        | 12.6%       | 12.4%      | 14.2%      |
| 49회       | 7월 30일   | 5.7%        | 7.3%        | 7.9%       | 9.0%       |
| 50회       | 7월 31일   | 7.1%        | 9.2%        | 8.6%       | 9.8%       |
| 51회       | 8월 7일    | 7.6%        | 9.8%        | 9.4%       | 10.9%      |
| 52회       | 8월 14일   | 7.9%        | 9.3%        | 9.7%       | 11.5%      |
| 53회       | 8월 20일   | 8.0%        | 9.1%        | 9.9%       | 11.8%      |
| 54회       | 8월 21일   | 8.1%        | 10.1%       | 10.1%      | 12.4%      |
| 평균시청률 | 평균시청률 | 7.2%        | 9.3%        | 8.8%       | 10.2%      |

## 결방, 편성 변경
- 2016년 7월 23일 SBS 주말 특별 기획 드라마 《끝에서 두번째 사랑》 출연 배우 지진희의 코뼈 부상으로 인해 촬영이 지연되어[4] 47 ~ 48회 연속 방송·편성
- 2016년 7월 24일 특선 영화 《더 폰》 편성으로 인해 결방[5]
- 2016년 8월 6일 2016 리우 올림픽 중계 방송으로 인해 결방[6]
- 2016년 8월 13일 2016 리우 올림픽 중계 방송으로 인해 결방[7]
- 초기에는 60부작까지 방송할 예정이었지만 6회 축소한 54부작으로 종영되었다.

## 수상, 후보
- 2016 SBS 연기 대상 장편 드라마 부문 여자 최우수 연기상 김해숙
- 2016 SBS 연기 대상 장편 드라마 부문 남자 우수 연기상 조한선
- 2016 SBS 연기 대상 장편 드라마 부문 여자 우수 연기상 윤소이
- 2016 SBS 연기 대상 장편 드라마 부문 여자 특별 연기상 신소율
- 2016 SBS 연기 대상 뉴 스타상 정해인

## 경쟁 프로그램
- KBS 2TV 주말 드라마 《부탁해요, 엄마》
- KBS 2TV 주말 드라마 《아이가 다섯》
- MBC 주말 드라마 《엄마》
- MBC 주말 드라마 《가화만사성》
- KBS 1TV 대하 드라마 《장영실》
- MBC 주말 특별 기획 드라마 《옥중화》

## 참고 사항
- 유민호 역을 맡았던 노주현이 다른 사람들의 얼굴에 침을 뱉은 장면을 반복적으로 내보낸 것이 시청률을 의식하고 작위적이라는 지적을 받았다.[8]
- 20 ~ 49세 시청 연령을 사로 잡지 못한 데다가 시대의 흐름을 반영하는 데 실패했다는 지적이 있었다.[9] 현실과 동떨어진 설정, 공감의 부재, 커진 피로감 등이 실패의 원인으로 지적되었다.[10]
- 저조한 성적과 올림픽 중계 편성 등의 이유로[11] 60부작에서 6회 단축한 54부작으로 종영되었다.
- 이야기의 흐름과 인물 구도가 김수현 작가 프로그램 KBS 2TV 주말 드라마 《목욕탕집 남자들》, JTBC 주말 드라마 《무자식 상팔자》와 크게 다르지 않다는 지적이 있었으며[12] 소위 '김수현 사단'으로 불린 중견 배우들을 한자리에 모아 억지로 짝을 맞춘 듯한 캐스팅 때문에[13] 혹독한 평가를 받았다.